# Красуня (комаха)
Красуня (Calopteryx) — рід бабок з родини бабок-красунь. Поширені в Палеарктиці, Східній Азії, Північній Америці.
Представники роду мають характерні темні крила, у деяких повністю, у інших частково. Часто два чи більше видів співіснують на одній території, і тоді в окремих особин спостерігається підвищення варіабельності забарвлення через необхідність відрізнятися від іншого виду.
Рід був об'єктом кількох молекулярно-філогенетичних досліджень у 2000-2010 роках, проте його видовий склад лишається заплутаним. Найбільше видове різноманіття існує в Східній Азії, звідки, ймовірно, він і походить.
У роді виділяють 3 основні клади:
- Євразійську групу Calopteryx splendens/Calopteryx virgo
- Північноамериканську групу Calopteryx amata/Calopteryx maculata
- Ендемік Японії Calopteryx cornelia

При цьому європейські види належать до двох гілок: група  Calopteryx virgo/Calopteryx haemorrhoidalis, яка сформувалася 5,3 млн років тому (Calopteryx haemorrhoidalis відділилася близько 2,4 млн років тому), і група Calopteryx splendens, якій 3,7 млн років. Чимало видів усередині кожної клади зберегли здатність до міжвидового схрещування з утворенням гібридів.